# Caldes
Caldes é uma comuna italiana da região do Trentino-Alto Ádige, província de Trento, com cerca de 1.040 habitantes. Estende-se por uma área de 20 km², tendo uma densidade populacional de 52 hab/km². Faz divisa com Bresimo, Cis, Malé, Cles, Terzolas e Cavizzana.